# The Great American Bash 1991
The Great American Bash 1991 fu la settima edizione del pay-per-view di wrestling della serie Great American Bash, la terza ad essere prodotta dalla World Championship Wrestling. L'evento si svolse il 14 luglio 1991 presso la Baltimore Arena di Baltimora, Maryland.

## Evento
Il programma originale dello show subì grossi cambiamenti. Ric Flair avrebbe dovuto difendere il titolo WCW World Heavyweight Championship contro Lex Luger in uno Steel Cage match ma Flair lasciò la federazione poco prima dell'evento e venne sostituito da Barry Windham. Luger sconfisse Windham e si aggiudicò il titolo. Dopo la vittoria, Luger effettuò un turn heel e prese Harley Race come manager e Mr. Hughes come guardia del corpo.
Lo steel cage match tra Ric Flair e Lex Luger con in palio il WCW World Heavyweight Championship che avrebbe dovuto svolgersi all'evento, era stato ampiamente sponsorizzato dalla WCW ma due settimane prima dello show, l'allora vicepresidente WCW Jim Herd licenziò Flair a causa di una disputa contrattuale, privandolo del titolo. All'epoca, i campioni lasciavano un deposito cauzionale di 25,000 dollari che veniva loro rimborsato (insieme agli interessi accumulati) alla perdita del titolo. Poiché Herd non diede indietro il deposito a Flair, egli si tenne la cintura di campione e la portò con lui nella World Wrestling Federation, autoproclamandosi "il vero campione del mondo" e mostrando la cintura in televisione. La WCW fu quindi costretta ad introdurre una nuova cintura per il titolo mondiale. Tuttavia, la nuova cintura non risultò pronta in tempo per lo show, e la compagnia dovette improvvisare una soluzione temporanea. Venne impiegata una vecchia cintura della Championship Wrestling from Florida che era in possesso di Dusty Rhodes, alla quale venne applicata una placca in metallo con incisa la scritta "WCW World Heavyweight Champion".
Il match finale previsto originariamente per lo show doveva essere The Steiner Brothers & Missy Hyatt contro Arn Anderson, Barry Windham & Paul E. Dangerously. Quando però Windham fu spostato al match per il titolo dopo la fuoriuscita di Flair dalla WCW, e Scott Steiner subì un infortunio, il match venne cambiato in un mixed tag team match con Rick Steiner & Missy Hyatt contro Arn Anderson & Paul E. Dangerously. Prima dell'inizio del match, Dick Murdoch e Dick Slater portarono con la forza la Hyatt nel backstage, trasformando l'incontro in un handicap match, che venne vinto da Rick Steiner (in realtà, era stata adottata questa soluzione perché la commissione sportiva dello Stato del Maryland non aveva acconsentito allo svolgersi di un match dove combattevano insieme lottatori e lottatrici).

## Risultati
| N.         | Risultati | Stipulazione                                                       | Durata |
| ---------- | --- | ------------------------------------------------------------------ | ------ |
| Dark match | Junkyard Dog sconfigge Black Bart | Single match                                                       | 12:45  |
| 1          | P.N. News & Bobby Eaton sconfiggono Steve Austin & Terrance Taylor (con Lady Blossom)                                                                                 | "Capture-The-Flag" Scaffold match                                  | 06:19  |
| 2          | The Diamond Studd (con Diamond Dallas Page) sconfigge Tom Zenk | Single match                                                       | 09:00  |
| 3          | Ron Simmons sconfigge Oz (con Merlin the Wizard) | Single match                                                       | 07:55  |
| 4          | Richard Morton (con Alexandra York) sconfigge Robert Gibson | Single match                                                       | 17:03  |
| 5          | Dustin Rhodes & The Young Pistols (Tracy Smothers & Steve Armstrong) sconfiggono The Fabulous Freebirds (Badstreet, Jimmy Garvin, Michael Hayes) (con Big Daddy Dink) | Elimination match                                                  | 17:10  |
| 6          | The Yellow Dog sconfigge Johnny B. Badd (con Theodore Long) per squalifica                                                                                            | Single match                                                       | 06:00  |
| 7          | Big Josh sconfigge Black Blood (con Kevin Sullivan) | Lumberjack match                                                   | 05:39  |
| 8          | El Gigante sconfigge One Man Gang (con Kevin Sullivan) | Single match                                                       | 06:13  |
| 9          | Nikita Koloff sconfigge Sting | Russian Chain match                                                | 11:38  |
| 10         | Lex Luger sconfigge Barry Windham | Steel Cage match per il vacante WCW World Heavyweight Championship | 12:25  |
| 11         | Rick Steiner sconfigge Arn Anderson & Paul E. Dangerously | Steel Cage Handicap match                                          | 02:08  |

### Elimination match Dustin Rhodes & Young Pistols vs. Fabulous Freebirds
| N.             | Wrestler        | Team                        | Eliminato da           | Tempo         |               |
| -------------- | --------------- | --------------------------- | ---------------------- | ------------- | ------------- |
| 1              | Steve Armstrong | Dustin Rhodes/Young Pistols | Michael Hayes          | 13:49         |               |
| 2              | Michael Hayes   | Fabulous Freebirds          | Nessuno (squalificato) | 14:04         |               |
| 3              | Tracy Smothers  | Dustin Rhodes/Young Pistols | Jimmy Garvin           | 15:16         |               |
| 4              | Jimmy Garvin    | Fabulous Freebirds          | Dustin Rhodes          | 15:24         |               |
| 5              | Badstreet       | Fabulous Freebirds          | Dustin Rhodes          | 17:10         |               |
| Sopravvissuto: | Dustin Rhodes   | Dustin Rhodes               | Dustin Rhodes          | Dustin Rhodes | Dustin Rhodes |